# Bonese
Bonese is een ortsteil van de Duitse gemeente Dähre in de deelstaat Saksen-Anhalt.
De plaats ligt in het noordelijke deel van de Altmark, ongeveer 13 kilometer noordoostelijk van de Nedersaksische stad Wittingen. Tot 1 januari 2009 was Bonese een zelfstandige gemeente in de Altmarkkreis Salzwedel. De vroegere gemeente bestond uit de drie ortsteilen Bonese, Rustenbeck en Winkelstedt.